# أمادو با
أمادو با (بالفرنسية: Amadou Ba)‏ هو لاعب كرة قدم فرنسي، ولد في 15 فبراير 1998 في لو هافر في فرنسا. لعب مع نادي دارتفورد.

## وصلات خارجية
- أمادو با على موقع قاعدة بيانات كرة القدم.إي يو (الإنجليزية)
- أمادو با على موقع Soccerway.com (الإنجليزية)